# الدوقة الكبرى أولغا ألكسندروفنا من روسيا
الدوقة الكبرى أولغا ألكسندروفنا من روسيا (بالروسية :О́льга Алекса́ндровна)؛ (13 يونيو 1882 - 24 نوفمبر 1960) هي أصغر طفل للإمبراطور الروسي ألكسندر الثالث وهو الإمبراطور السابع عشر في الإمبراطورية الروسية، والشقيقة الصغرى للإمبراطور نيقولا الثاني.
نشأت أولغا في قصر غاتشينا خارج سانت بطرسبرغ، وأثناء فترة طفولتها كانت علاقة أولغا متوترة مع والدتها الإمبراطورة ماريا فيودوروفنا ابنة الملك كريستيان التاسع ملك الدنمارك. كانت قريبة أكثر إلى والدها الإمبراطور ألكسندر الثالث الي توفى عندما كان عمرها 12 عاما، وأصبح شقيقها نيقولا الثاني إمبراطورا.
تزوجت في عام 1901 من الدوق بيتر الكسندروفيتش وكان سنها في هذا الوقت 19 عاما، وكان يعتقد بشكل خاص من قبل العائلة والأصدقاء أن يكون الدوق بيتر مثلي الجنس وهذا الاعتقاد نشأ لأن بيتر ترك أولغا عذراء لمدة 15 عاما من زواجهم فطلبت أولغا الطلاق إلا أن بيتر رفض. أنفصل الزوجان وألغي الإمبراطور نيقولا الثاني الزواج في نهاية المطاف في أكتوبر 1916 بعد محاولات كثيرة من أولغا لاقناع شقيقها نيقولا الثاني بالموافقة على الطلاق وكان نيقولا الثاني يعترض على فكرة زواج أولغا من رجل لا ينتمى لعائلة ملكية. في نوفمبر 1916 تزوجت أولغا من ضابط الفرسان نيقولاي كوليكوفسكي رغم اعتراض شقيقها الإمبراطور، وكانت أولغا قد وقعت في حب نيقولاي قبل عدة سنوات من طلاقها. كان زواجهما في فترة صعبة بسبب اندلاع الحرب العالمية الأولى عام 1914، وكانت الدوقة الكبرى تعمل كممرضة للجيش في الجبهة وحصلت على ميدالية البسالة الشخصية.
أثناء الحرب العالمية الأولى، اندلعت الثورة الروسية عام 1917 وأثناء سقوط عائلة رومانوف هربت أولغا ألكسندروفنا إلى شبه جزيرة القرم مع زوجها وأطفالها، حيث كانوا يعيشون تحت تهديد الاغتيال لأن الثوار أطلقوا النار على شقيقها نيقولاي الثاني وأسرته. في فبراير 1920 هربت أولغا من روسيا مع زوجها وأطفالها إلى الدنمارك حيث كانت تنتظرها والدتها الإمبراطورة ماريا فيودوروفنا وجدها الملك كريستيان التاسع ملك الدنمارك. ظلت أولغا الرفيقة الوحيدة لأمها الأرملة وعملت كسكرتيرة لديها، وكانت أولغا مقصد كل من يدعى أنه من عائلة رومانوف زورا، وقابلت آنا أندرسون عام 1925 بمدينة برلين في ألمانيا حيث أدعت آنا أنها الدوقة الكبرى أناستاسيا نيكولايفنا.
في عام 1928 توفت الإمبراطورة ماريا، وقررت أولغا وزوجها شراء مزرعة ألبان بالقرب من كوبنهاغن والعيش فيها. كانت حياة أولغا في المزرعة تتسم بالبساطة حيث ركزت على تربية الأطفال والرسم والعمل في المزرعة. في عام 1948 تركت أولغا وعائلتها المزرعة بسبب شعورهم بالتهديد من قبل نظام جوزيف ستالين القائد الثاني للاتحاد السوفييتي وانتقلت إلى مزرعة في أونتاريو في كندا. بسبب التقدم في السن انتقلت أولغا وزوجها إلى منزل صغير بطابق واحد بالقرب من كوكسفيل في أونتاريو . توفي زوجها بمنزلهم الصغير في عام 1958، وبعد عامين من وفاة زوجها تدهورت صحتها وانتقلت أولغا إلى شقة صغيرة في شرق تورونتو. توفيت أولغا عن عمر يناهز 78 عاما وكانت آخر دوقة كبيرة من الإمبراطورية الروسية.
رسمت أولغا خلال حياتها أكثر من 2000 عمل فني، وساهمت الأعمال الفنية في توفير دخل إضافي لكل من أسرتها والقضايا الخيرية التي دعمتها.